# Station Freshford
Freshford is een spoorwegstation van National Rail in Freshford, Bath and North East Somerset in Engeland. Het station is eigendom van Network Rail en wordt beheerd door Great Western Railway. 